# Arma Christi

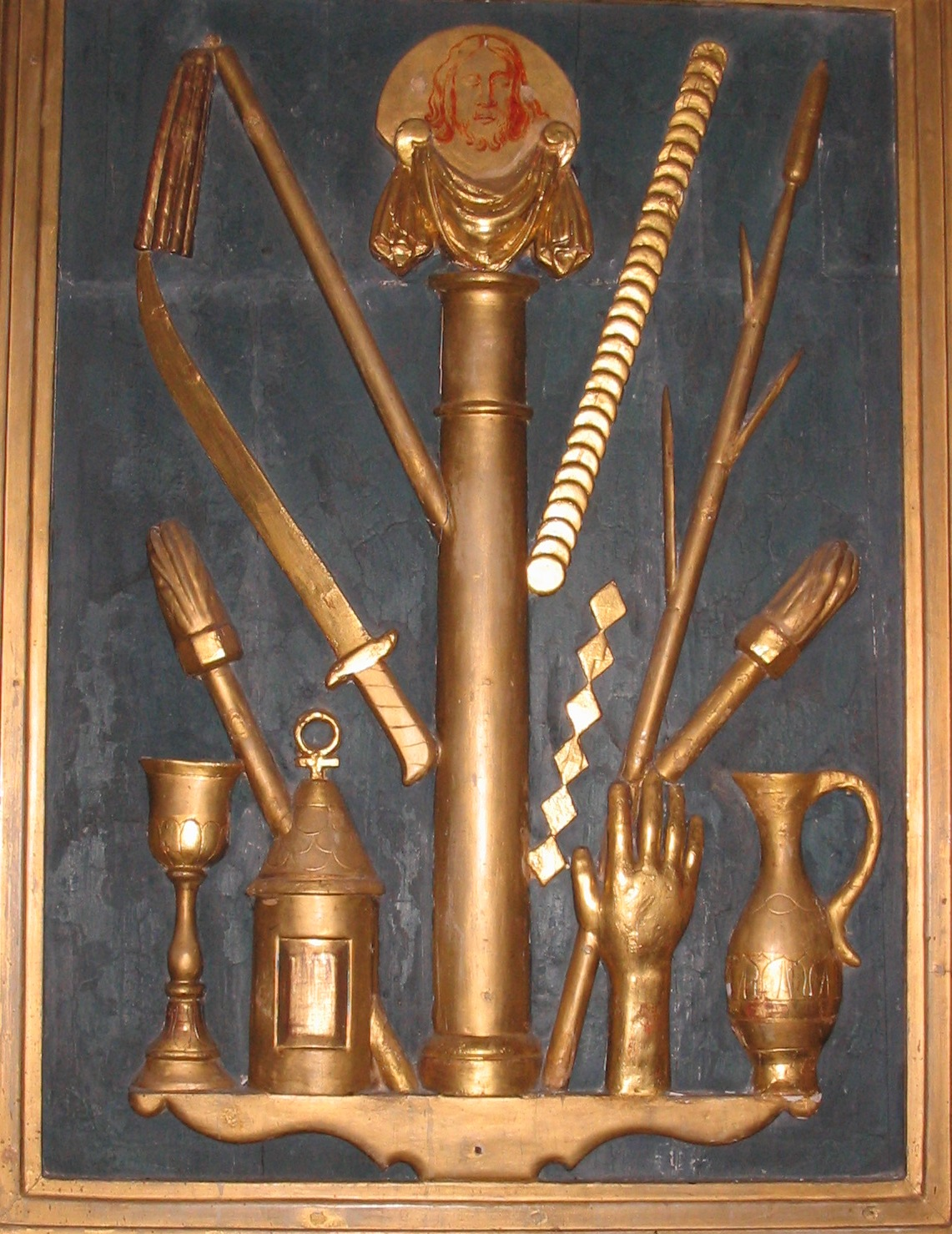
Los instrumentos de la Pasión (cont). De izquierda a derecha: cáliz, antorcha, linterna, espada, flagelo, columna de la flagelación, velo de la Verónica, 30 piezas de plata, dados, cetro de caña, mano que golpeó a Cristo, antorcha, jarra de hiel y vinagre

Arma Christi o los instrumentos de la Pasión son objetos asociados a la Pasión de Cristo en el simbolismo católico medieval que representan una serie de méritos en forma de armas heráldicas conquistados por Jesucristo frente a Satanás. Existe un grupo, como máximo de unos 20 elementos, que se utiliza con frecuencia en el arte cristiano, especialmente en la Baja Edad Media. Típicamente rodean una cruz o una figura de Cristo del tipo Varón de Dolores, bien colocada alrededor de la composición, bien sostenida por ángeles.

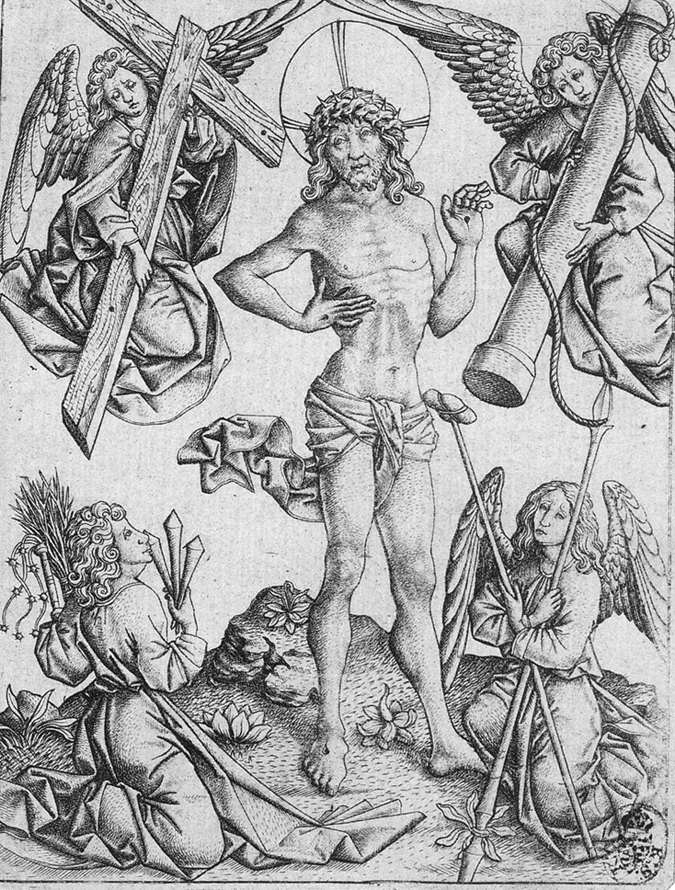
Cristo como Varón de Dolores entre cuatro ángeles, grabado por Maestro E. S., c. 1460

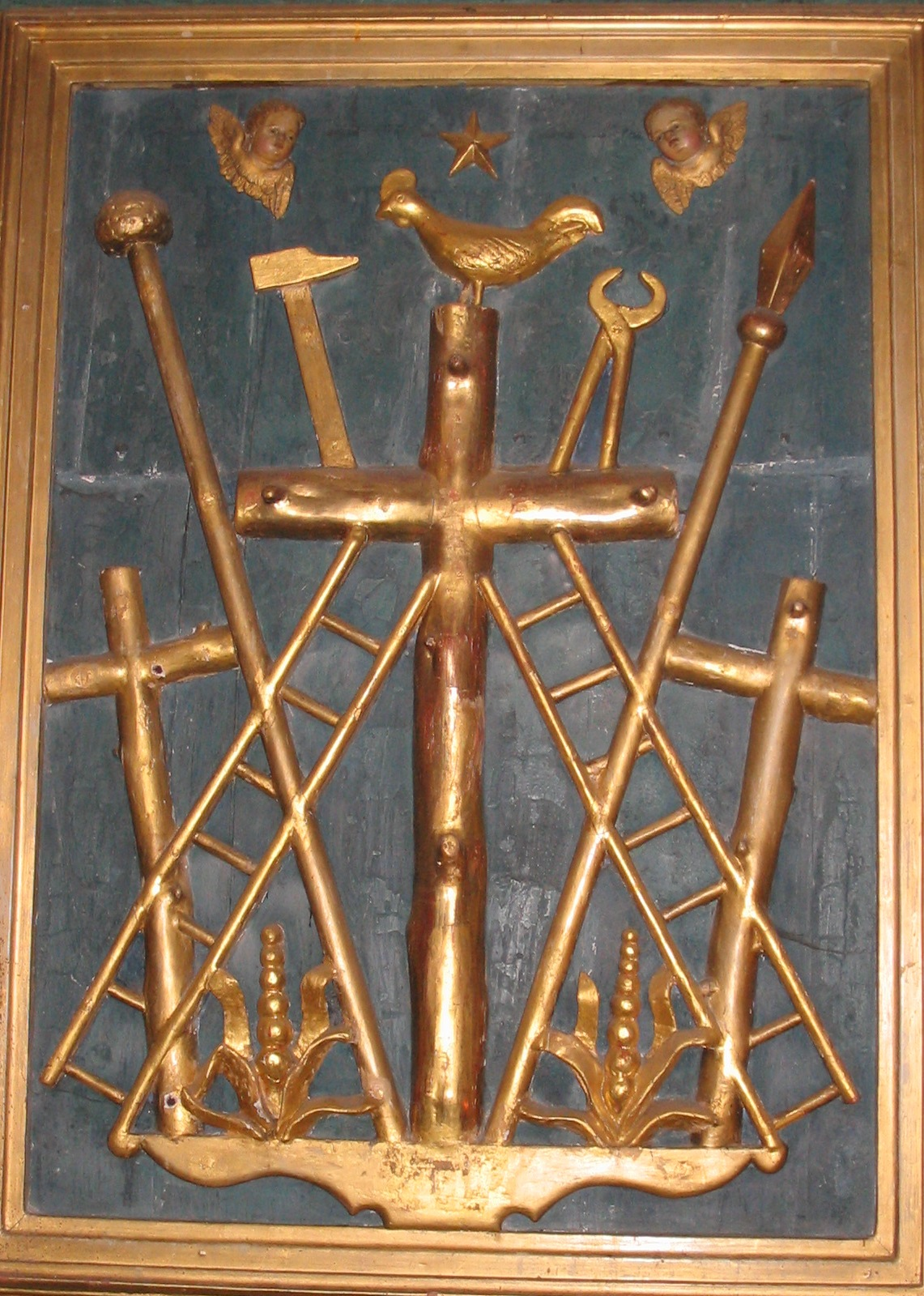
Los instrumentos de la Pasión. De izquierda a derecha: la cruz del ladrón penitente Dimas, escalera, esponja sobre caña, martillo, ángeles, Cruz de Cristo, gallo, estrella, tenazas, escalera, lanza, cruz del ladrón malvado Gestas, y dos plantas de hisopo que crecen del suelo (église Saint-Pierre de Collonges-la-rouge)

El sentido espiritual es tener presente los hechos memorables de la Pasión de Cristo para poder interiorizarlos y meditar en el dolor que Cristo pasó en esta Tierra, así, mirando cada objeto representado, se pasa de unos a otros, en el orden natural de los acontecimientos reseñados en los Evangelios.

## Historia
El miembro principal, la Cruz, se introdujo en el arte cristiano en el siglo IV como crux invicta, símbolo de victoria.  Como grupo tienen una larga tradición en la iconografía, que se remonta al siglo IX; el Salterio de Utrecht de 830 es un ejemplo, aunque el único de la Alta Edad Media conocido por Gertrud Schiller.  Esto reflejaba un aumento del interés teológico por los sufrimientos de Cristo en la época.  El poema en inglés medio Arma Christi, que apareció antes de finales del siglo XIV, existe en quince manuscritos, que atestiguan su popularidad, de los cuales siete están escritos en forma de pergamino muy inusual, diseñado para ser exhibido en la iglesia como una ayuda pictórica a la devoción pública; Los manuscritos del Arma Christi suelen ir acompañados de ilustraciones de los instrumentos, cuya contemplación, según los textos, concedía indulgencia de un cierto número de días en el Purgatorio venidero. 
Las reliquias más importantes tienen una larga historia, que se remonta al descubrimiento de la Vera Cruz por la Emperatriz Helena a principios del siglo IV.  Las Reliquias que pretendían ser la Santa Lanza, la Santa Esponja, el Santo Cáliz y el clavos de la cruz fueron veneradas mucho antes del año 1000, y proliferarían en siglos posteriores.  Hubo una oleada de nuevas reliquias en Occidente en la época de las Cruzadas, y otra oleada cuando los Instrumentos adquirieron mayor protagonismo en la literatura y las prácticas devocionales en el siglo XIV.
En el arte, los Instrumentos o bien rodeaban una imagen de Cristo en andachtsbilder, temas como el Varón de Dolores, o podían aparecer por sí mismos, a menudo la imagen del rostro de Cristo en el Velo de la Verónica, era el punto focal de la imagen.  En ambos casos, la finalidad de las representaciones era simbolizar los sufrimientos de Cristo durante su Pasión. Tenían la ventaja práctica para los artistas menos expertos de ser mucho más fáciles de representar que las figuras humanas, y sin duda se trataban a menudo como un tema que se podía dejar hacer a un aprendiz.  Posiblemente la representación más antigua de los instrumentos aislados dispuestos a lo largo de un espacio se encuentra en un dibujo de un manuscrito alemán de alrededor de 1175, donde están a un lado de un Cristo en Majestad.  En los libros de devoción se mostraban a veces, hacia la Baja Edad Media, de uno en uno, acompañando a uno de los muchos textos que dedicaban meditaciones por turnos a los episodios en los que se había utilizado cada uno, antes de culminar en una figura sujeta con Jesús. Versiones en miniatura de los objetos se adjuntaban a rosarios y crucifijos, y se utilizaban como ayuda para la contemplación del sufrimiento de Cristo.

## Los símbolos de la Pasión de Cristo
Aunque el uso de las armas no es indiscriminado, es posible que en función del ámbito cultural o época histórica se escojan con preferencia unos elementos sobre otros, hay un conjunto mínimo formado por:  la Cruz, la Corona de espinas, el Pilar o Columna de la Flagelación, la vara con la Santa Esponja, la Santa Lanza, los Santos Clavos y el Velo de la Verónica. En algunos casos, los menos, es posible ver las cabezas de las figuras de la Pasión, incluyendo a Judas Iscariote, Caifás, o el hombre que se burló de Cristo tras escupir su rostro.

### La Última Cena
- El Santo Grial o cáliz utilizado por Jesús en la Última Cena para instituir el sacramento de la Eucaristía y que algunas tradiciones afirman que José de Arimatea usó para recoger la sangre derramada por Jesús en la crucifixión.
- Las treinta monedas de plata que recibió Judas Iscariote como recompensa por entregar a Jesucristo.

### La Oración del Huerto
- El ángel que asistió a Jesús y le porta los objetos de la Pasión (un cáliz y una cruz)

### El prendimiento
- La linterna o antorcha utilizada por los soldados que arrestaron a Jesús.
- La espada utilizada por San Pedro, cuando cortó la oreja a Malco, un criado del Sumo Sacerdote y que milagrosamente Jesús regresó a su estado original.
- Los bastones utilizados por los soldados que arrestaron a Jesús.
- La mano de Caifás, el sumo sacerdote del sanedrín (tribunal religioso) que abofeteó a Jesús al considerarlo blasfemo. Como otros participaron en el escarnio, como los criados, la mano también representa a su vez la de los que golpearon a Jesús.
- Las cadenas o cuerdas que unían a Jesús durante la noche en la cárcel.
- El gallo que cantó tras la tercera vez que San Pedro negó a Jesús.
- La túnica inconsútil de Jesús, sin costuras, que en modo de burla le hizo vestir Herodes Antipas como señal de desprecio al no contestarle a las preguntas que le formuló.
- El pilar o columna donde Jesús fue mandado azotar.
- El flagelo o látigo, con el que Jesucristo recibió los 39 latigazos.
- Una vara de abedul con el que le azotaban el rostro y que le adjudicaron como cetro a modo de burla.
- Las uñas del flagelo que son las causantes de las cuatro heridas en los antebrazos y espalda.
- La clámide púrpura, tomándolo a burla, vistiéndolo como rey.
- La corona de espinas al objeto de burlarse cruelmente de Jesús.

### El camino del Calvario
- La Vera Cruz: La cruz en la que Jesús fue crucificado.
- El Velo de la Verónica, donde es enjugado el rostro del Nazareno, quedando su semblante plasmado sobre el lienzo: La Santa Faz.

### La crucifixión
- Las tres cruces donde estaba Jesús, acompañado de dos condenados, Dimas (El buen ladrón) y Gestas (el mal ladrón).
- Los dados con los que los soldados romanos echaron a suerte las vestiduras de Jesús.
- El martillo que se utilizó para clavar los brazos y piernas de Jesús a la cruz.
- Los tres clavos utilizados en la crucifixión.
- El título I.N.R.I.: Iēsus Nazarēnus Rex Iuadeōrum (Jesús el nazareno, rey de los judíos).
- La caña con una esponja, con el que la hiel y el vinagre fueron ofrecidos a Jesús crucificado.
- La jarra conteniendo hiel y vinagre.
- La lanza del centurión Longino con la que infligió las cinco llagas al costado de Jesucristo.
- El Sol, la Luna y una Estrella: que simbolizan el eclipse total de sol que se produjo en su expiración.
- Una calavera y una tibia que simboliza la redención del primer hombre, Adán, así como el propio monte Gólgota donde Jesús es crucificado.

### El descendimiento y entierro
- Las escaleras utilizadas para descender el cuerpo de Jesús.
- Las tenazas utilizadas para extraer los clavos.
- Mirra, utilizada para ungir el cuerpo de Jesús.
- El sudario o síndone que se utilizó para envolver el cuerpo de Jesús y darle sepultura.

## Otros contextos
El grupo principal de los Instrumentos aparece también en otros contextos.  Los arcángeles que flanquean el trono de Cristo en un mosaico del siglo VI de Rávena (actual Belín) sostienen la lanza y la esponja en un palo como si fueran estandartes o armas, y a partir de entonces se muestran a menudo de este modo, especialmente en escenas del Juicio Final.  En el arte ortodoxo oriental a menudo están sobre o alrededor de la Etimasia o "trono vacío" del juicio. La Corona de Espinas a veces cuelga sola de la cruz; se ha sugerido que la cruz celta se originó a partir de este motivo.  Por lo general, los Instrumentos menores no desarrollaron una capacidad suficiente para ser reconocidos y comprendidos de este modo, y sólo aparecen en grupos.